# Spirembolus spirotubus
Spirembolus spirotubus är en spindelart som först beskrevs av Banks 1895.  Spirembolus spirotubus ingår i släktet Spirembolus och familjen täckvävarspindlar. Inga underarter finns listade i Catalogue of Life.